# Archibald Alison
Archibald Alison (Edimburgo, 13 de novembro de 1757 — 17 de maio de 1839) foi um pedagogo, clérigo, pregador, escritor e filósofo escocês.
Era filho de Patrick Alison, magistrado de Edimburgo. Após estudar na Universidade de Glasgow e na Universidade de Oxford, ingressou na Igreja da Inglaterra e foi indicado em 1778 cura de Brancepeth. Em 1784 casou-se com Dorothea Gregory. Os anos seguintes, passou em Shropshire, e em 1800 voltou para Edimburgo, com uma posição na Capela de São Paulo em Cowgate. Ali foi reconhecido como um grande pregador, e seus sermões atraíam tantas pessoas que foi preciso construir uma igreja maior para recebê-las. Seus anos finais foram passados em Colinton.

## Obras selecionadas
- Life of Lord Woodhouseke, sermões.
- Essays on the Nature and Principles of Taste, sendo um dos grandes tratados de estética de seu tempo.